# Nova Iorque
Nova Iorque là một đô thị thuộc bang Maranhão, Brasil. Đô thị này có diện tích 976,629 km², dân số năm 2007 là 4860 người, mật độ 4,98 người/km².